# Попешти (Коку)
Попешти (рум. Popești) насеље је у Румунији у округу Арђеш у општини Коку. Oпштина се налази на надморској висини од 410 m.

## Становништво
Према подацима из 2002. године у насељу је живело 505 становника, од којих су сви румунске националности.